# Bandera de Cataluña
La bandera de Cataluña, también conocida como señera (en catalán, senyera), fue adoptada como bandera oficial de la comunidad autónoma de Cataluña en el Estatuto de Autonomía de 1979 en su artículo 4. Se define y regula actualmente según el artículo 8.2 del Estatuto de 2006:

... es la tradicional de cuatro barras rojas en fondo amarillo y debe estar presente en los edificios públicos y en los actos oficiales que tengan lugar en Cataluña.

Se trata del emblema de los reyes de Aragón (y condes de Barcelona) a partir de Alfonso II de Aragón, o según algunos historiadores ya a partir de su padre Ramón Berenguer IV, conde de Barcelona y príncipe de Aragón. Era antiguamente usada únicamente por el rey, como expresión de su soberanía. Su uso se difundió progresivamente en otros ámbitos al integrarse en las armas de diferentes linajes nobiliarios por transmisión, así como en órdenes religiosas y escudos de villas y ciudades, mediante concesión real. 

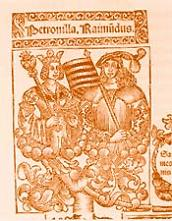
Ramón Berenguer IV de Barcelona y su esposa, Petronila de Aragón. Extraído de: Lucio Marineo Siculo, Pandit Aragoniae veterum primordia rerum, Zaragoza, Jorge Coci, 1509

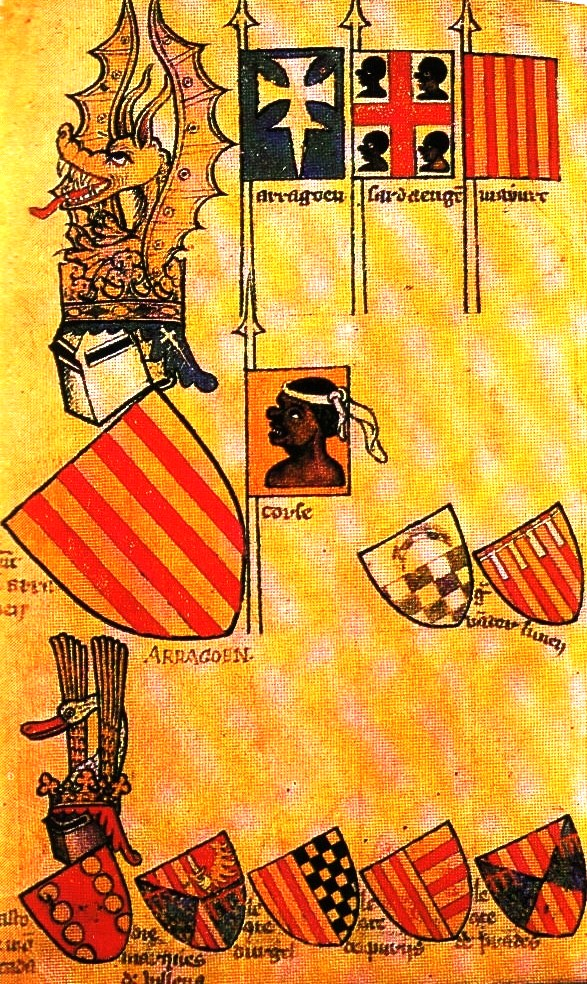
Escudos de los Estados que formaban parte de la Corona de Aragón

Un documento del siglo XIV, la  Crónica de San Juan de la Peña afirma que el rey de Aragón «mudó las armas e senynnales e prendió bastones», lo que significa que cambió el símbolo anterior (presumiblemente, la cruz de Alcoraz o el emblema de la Casa de Lara).

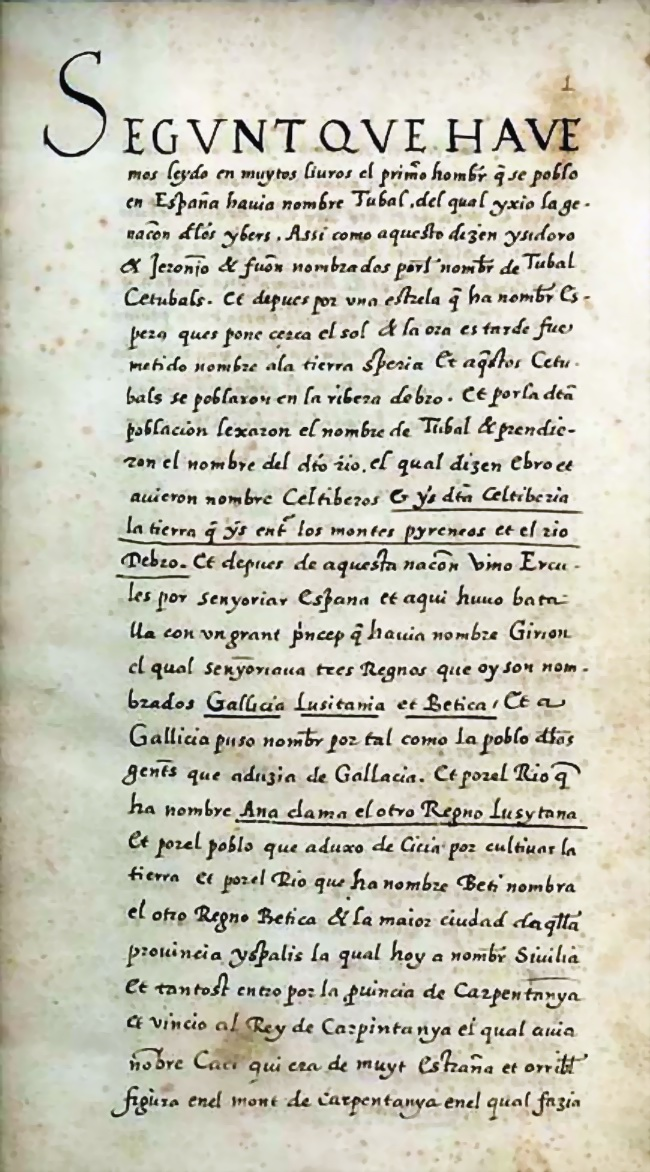
http://www.cervantesvirtual.com/servlet/SirveObras/bne/12937401998072638532624/index.htm

A partir de los Reyes Católicos su uso quedó asociado a las armas de los reyes de España y consecuentemente, integrado más tarde en el escudo nacional de España. Con evidencias constatables a partir de fines del siglo XV d. C., su atribución fue reivindicada por las varias entidades territoriales ibéricas que conformaban la Corona de Aragón, acentuándose las controversias en este campo en el siglo XIX d. C. y XX d. C.. Tras la constitución del estado autonómico tras la transición española, el símbolo fue adoptado oficialmente por las comunidades de Cataluña (1979), como emblema de la Generalidad, Aragón (1982),  Islas Baleares (1983), Comunidad Valenciana (1984) y es usado también de manera oficiosa territorialmente.

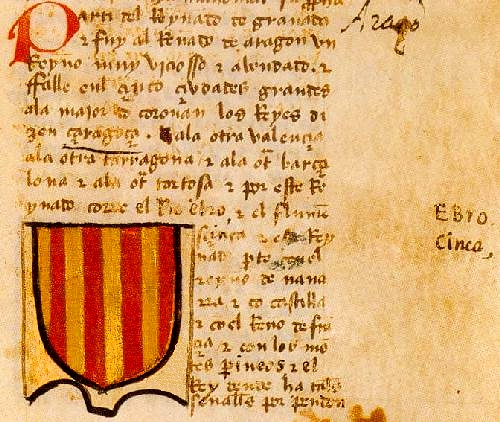
El Señal Real en el Libro del conocimiento (h. 1385), que muestra un escudo de oro palado de gules referido en el texto: «Partí [...] e fui al reinado de Aragón, un reino muy viciosso e abondado. E fallé en él cinco cibdades grandes. A la mayor, do coronan los reyes, dizen Çaragoça. A la otra Valenzia, a la otra Tarragona et a la otra Barçalona e a la otra Tortosa. [...] E el rey dénde ha por señales nueve bastones amarillos e bermejos atales»

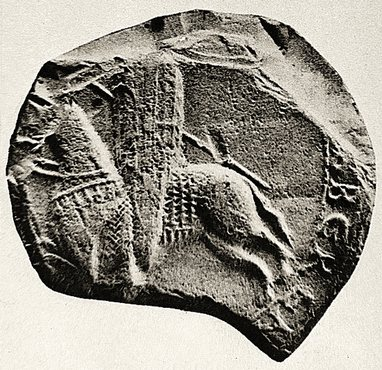
Anverso del sello de Ramón Berenguer IV (septiembre, 1150)

Para diversos especialistas, las evidencias más antiguas conservadas de este símbolo se encuentran en los siete sellos de Ramón Berenguer IV (1113? -1162), conde de Barcelona y Prínceps de Aragón, llevando sobre su escudo los cuatro palos. Estudiados por Tomás Muñoz y Rivero en 1856, que datan al menos del año 1150, año de la impronta más antigua de ellos y contemporánea al surgimiento de algunos de los emblemas heráldicos más antiguos conocidos.
Actualmente hay consenso entre diversos especialistas heráldicos -el aragonés Faustino Menéndez Pidal de Navascués, el aragonès Alberto Montaner Frutos, y el catalán Armand de Fluvià- a la hora de determinar que la señal heráldica nació y apareció como emblema personal de Ramón Berenguer IV (1114-1162).

Porque los palos de oro y gules, hasta el fin de la edad media, tuvieron el caràcter preponderante o único de armas Menéndeziliares de los descendientes de Ramon Berenguer IV.
Faustino Menéndez Pidal de NavascuésEl escudo de España (2004); pàg. 99

En virtud de todas las consideraciones previas, puede establecerse sin lugar a dudas que los palos de oro y gules nacen como emblema personal de Ramon Berenguer IV y, al heredarlos sus hijos se convierten en el símbolo de su familia, la Casa de Aragón, sin ligazón alguna con un territorio determinado.
Alberto Montaner FrutosEl señal del rey de Aragón (1995); p. 35

En cualquier caso, el rey Pedro el Ceremonioso considerará el Señal Real como asociado al linaje condal.
Existe documentación que prueba fehacientemente que la misma fue usada, también, en tiempos de Alfonso II, rey de Aragón y conde de Barcelona, siendo universalmente conocida como «vexillum nostrum» o «signum regium», dada la preeminencia del título de Rey como reconoce el propio Pedro IV el Ceremonioso:

[...] como quiera que los reyes de Aragón están obligados a recibir la unción en la ciudad de Zaragoza, que es la cabeza del Reino de Aragón, el cual reino es nuestra principal designación y título, consideramos conveniente y razonable que, del mismo modo, en ella reciban los reyes de Aragón el honor de la coronación y las demás insignias reales, igual que vimos a los emperadores recibir la corona en la ciudad de Roma, cabeza de su imperio.
Apud Domingo J. Buesa Conde, El rey de Aragón, Zaragoza, CAI, 2000, págs. 57-59. ISBN 84-95306-44-1.

Con el paso del tiempo, el emblema de los reyes de la Corona de Aragón pasó a identificarse con los territorios que gobernaban. Su identificación con el condado de Barcelona y, por extensión, con el Principado de Cataluña, parece originarse también en tiempos de Pedro el Ceremonioso y se prolonga en los siglos posteriores, aunque sigue siendo utilizado también por otros territorios de la Corona. Ya a mediados del siglo XVI, el historiador valenciano Pere Antoni Beuter narra la leyenda de Wifredo el Velloso y los dedos de sangre en su Crónica General de España. Posteriormente, en un poema de 1644, Francesc Fontanella aludía a las «barras» en uno de sus poemas:

Mirau també a monsiur de Fontanella

surcar ab altre barca esta ribera

y tremolar a l'ayre altre bandera,

perquè se aclama en remota zona

barras de Catalunya y Barselona.

Desde mediados del siglo XIX, y particularmente a partir de la eclosión del catalanismo como movimiento cultural y político con la Renaixença, las antiguas armas del rey de Aragón adquieren un simbolismo político de afirmación identitaria. Tras períodos alternativos de tolerancia y represión del uso de la bandera cuatribarrada, fue izada como «bandera de la Patria» en la Diputación de Barcelona el 27 de mayo de 1930 y de nuevo el 14 de abril de 1931 al ser proclamada la República Catalana por Francesc Macià.
Son elementos comunes de la bandera y el escudo los palos de gules o barras de Aragón, elemento histórico común de las actuales cuatro comunidades autónomas que en su día estuvieron integradas en la Corona de Aragón, en cuya emblemática se encuentran todavía, y que en su representación se incorporaron al escudo de España.

## Historia de la bandera

### Época medieval
No se ha hallado ninguna referencia documental hasta el año 1150, en que aparece como escudo preheráldico en un sello de Ramón Berenguer IV, aunque la escasa nitidez del sello, y su monocromía, hacen dudosa la atribución, pues el escudo palado y blocado refleja los habituales refuerzos defensivos de los escudos de mediados del siglo XII, por lo que este no sería un signo de linaje, sino el mero escudo de tablas almendrado que simbolizaba el poder real. El primer testimonio seguro son los sellos de la cancillería de Alfonso II, datados a partir de 1167.
No está demostrada la prueba de su vinculación a la casa condal barcelonesa en sendos sarcófagos de 1082 de Ramón Berenguer II y Ermesenda de Carcasona, donde aparecen pintados 15 palos de oro y gules, lo que ha llevado a pensar a algunos heraldistas (A. Fluvià, M. de Riquer) que este es el origen de las cuatro barras en tanto que emblema pre-heráldico; pero no puede ser una prueba de la antigüedad del emblema asociado al linaje condal. Según Faustino Menéndez-Pidal y otros autores, se trataría de una decoración impostada con motivo de su traslado en 1385 al interior de la Catedral de Gerona por iniciativa de Pedro IV de Aragón, por lo tanto, la pintura aludida sería 300 años posterior, ya que en su emplazamiento original a la intemperie durante tres siglos es imposible que el sarcófago conservara la pintura del siglo XI, como demuestra Alberto Montaner Frutos en El señal del rey de Aragón: historia y significado (1995). Menéndez-Pidal también arguye que es aún más difícil demostrar que se realizasen ornamentaciones emblemáticas en las tumbas del siglo XI, y que en el sepulcro posterior de Ramón Berenguer III no se encuentra ninguna de estas ornamentaciones.
Otros historiadores (Guillermo Fatás y Guillermo Redondo) refuerzan el argumento de que el emblema de las barras de gules en campo de oro proviene de la temprana vinculación del Reino de Aragón con la Santa Sede. En todo caso, el linaje de los reyes de Aragón es el único linaje que podía ostentar las mentadas franjas de gules en campo dorado, puesto que Alfonso II lo hereda del derecho sucesorio que le concede un lugar como miembro de la Casa de Aragón, y lo heredan sus hijos como dignidad familiar y siempre vinculado al título principal de Rey de Aragón (en el derecho aragonés medieval conocido como "Matrimonio en Casa"), linaje al que, según algunos historiadores como Ubieto o Fatás, accede por el matrimonio con la heredera de la casa, Petronila de Aragón, al haberse cortado la posibilidad sucesoria por vía masculina. Esta teoría ha sido cuestionada recientemente por J. Serrano Daura, dada la ausencia de referencias a esta institución consuetudinaria del derecho aragonés antes del siglo XV, y que las cláusulas que fueron establecidas por Ramiro II sobre la sucesión a la corona de Aragón no se ajustan a las peculiaridades de esta institución, por lo que no sería trasladable al siglo XII.

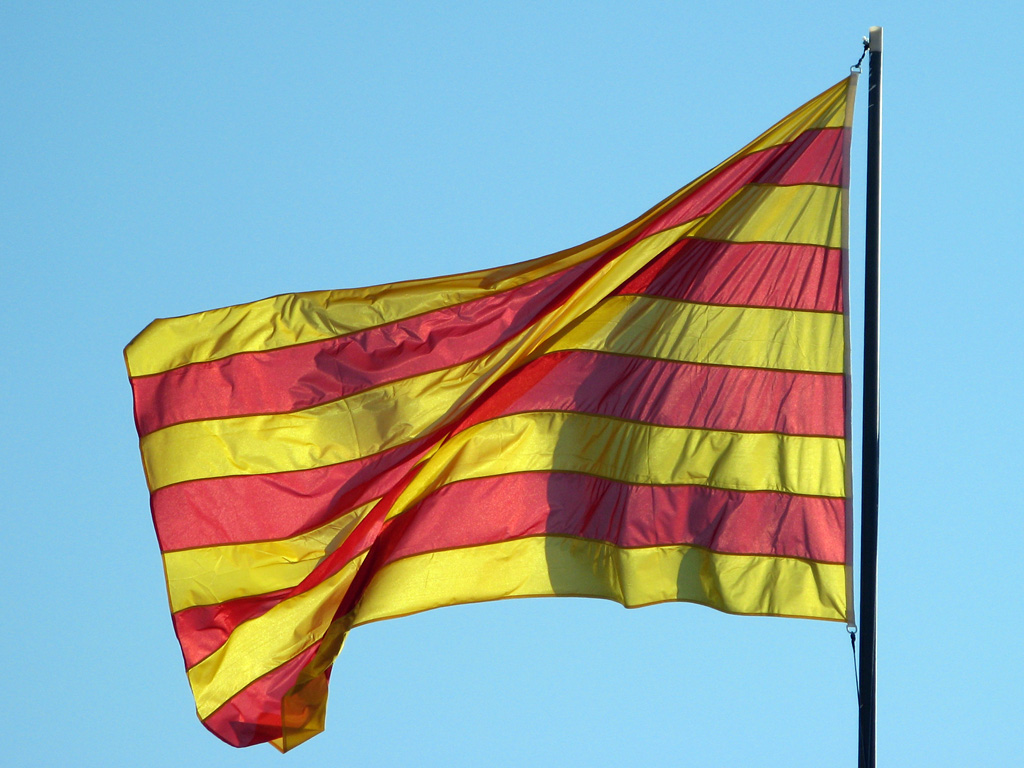
Bandera de Cataluña ondeando en San Cugat del Vallés

Otra teoría sobre el origen del señal de la Casa de Aragón lo relaciona con el viaje de Sancho Ramírez (1064-1094) a Roma en 1068 para consolidar el joven reino de Aragón ofreciéndose en vasallaje al papa, vasallaje documentado incluso en la cuantía del tributo de 600 marcos de oro al año. De ahí que se haya aducido que Alfonso II, conocedor de ese viaje, tomara como emblema del vínculo vasallático las conocidas franjas rojas y doradas, inspiradas en los colores propios de la Santa Sede, que eran bien conocidos y están bien documentados en las cintas de lemnisco de los sellos de la Santa Sede, y son visibles hoy todavía en la umbrella vaticana.
En la segunda mitad del siglo XII, el señal de la Casa de Aragón era un mero distintivo familiar, y no territorial, de manera que no era posible la identificación con él de sus súbditos, que lo reconocerían solo como atributo de su rey o de la autoridad de él emanada. La confusión sobre su origen condal fue difundida durante la Renaixença en el siglo XIX de estos símbolos, utilizando historiografía del siglo XVI y apoyada en la creencia de que Pedro IV tenía conocimientos heráldicos rigurosos en el siglo XIV. 
Además, Pedro IV usó con profusión otros símbolos, ya caballerescos en el sentido que cobrarían en el siglo XV, ceremoniales y ornamentales, y los adoptó por primera vez (por ejemplo la llamada Cruz de Íñigo Arista) en la creencia de que era el señal de los antiguos reyes de Aragón. También fue introducida por él la cruz de San Jorge, incluso fundó una orden de caballería valenciana caracterizada por estas armas. Asimismo, fue él quien usó una cimera con un dragón (probablemente emblema parlante: D'Aragón=dragón y de ahí el entramado que hizo a San Jorge patrón de Aragón, por serlo de su rey, y con ello de todos los reinos (Valencia, Mallorca, Sicilia) y condados (Barcelona) que componían la Corona de Aragón. De ese dragón en cimera debió surgir, por deformación, el murciélago de Valencia.
A finales del siglo XIV, la atribución de los palos al condado de Barcelona era cada vez más extendida. Así, en el Armorial d'Urfé, fechado alrededor de 1380, se afirma que «Le roy d'Arragon d'or à iij paux de gueules, et son les armes de le Conte de Cathalogne (...) Le royaume d'Arragon d'azur à la croix d'argent patée.» En las Cortes de 1396 se dispone que «les galees no porten banderas, cendals ne panys de senyal alcú sinó del comptat de Barchelona, ço es, barres grogues e vermelles tant solament», y en 1406, el rey de Aragón Martín el Humano declara ante las Cortes reunidas en Perpiñán: «Fil, yo us do la bandera nostra antiga del principat de Cathalunya (...) la dita nostra bandera reyal.»
La designación de la documentación medieval es «El senyal real del Rei d'Aragón», sin que aparezca como sustantivo la denominación de señera. En ningún caso se documente el presunto linaje de los "Condes-Reyes", ambas denominaciones surgidas en la historiografía decimonónica al amparo del nacionalismo catalán. Por otra parte, rey de Aragón es el título principal de esta Casa, que utilizaron todos los reyes de Aragón arriba mencionados, incluso Martín I El Humano o Alfonso V El Magnánimo. Solo si se consignaba el título completo aparecía el de "Conde de Barcelona", que es la única denominación posible en la Edad Media.

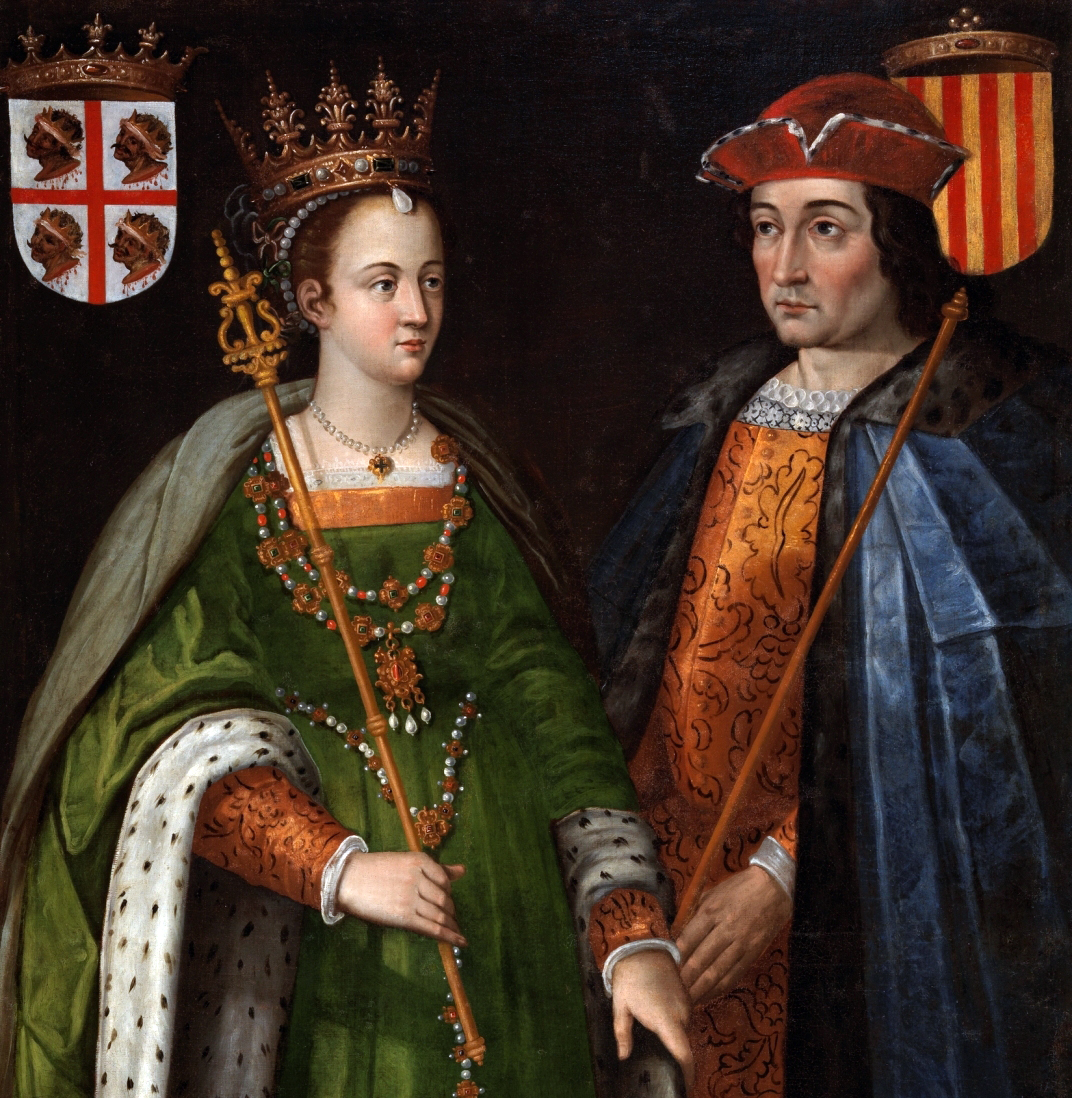
Retratos de la reina Petronila de Aragón y el conde Ramón Berenguer IV de Barcelona, óleo de 1634 (Museo del Prado), copia de un original de Filippo Ariosto de 1586, en el que la reina de Aragón aparece representada con la Cruz de Alcoraz y el conde de Barcelona con las cuatro franjas. En la Edad Moderna se comenzó a atribuir anacrónicamente la Cruz de Alcoraz al reino de Aragón

El historiador valenciano Pere Antoni Beuter incluyó en su Crónica general de España, por primera vez, la leyenda que atribuye su origen a Wifredo el Velloso (Guifré el Pilós), conde de Barcelona, Gerona y Osona en el siglo IX. Wifredo el Velloso era hijo de Sunifredo I de Urgel-Cerdaña, y reunió bajo su gobierno los condados de Barcelona, Urgel, Cerdaña, Besalú y Gerona; reconquistó Montserrat, fundó el monasterio de San Juan de las Abadesas y vivificó el de Ripoll. Repobló todo el centro de Cataluña y con esto consolidó su unidad interior. Inició la casa de Barcelona, la dinastía catalana que se subordinaría, según algunos historiadores como Ubieto o Fatás, con la firma del "Matrimonio en Casa" con Petronila de Aragón desde 1150, a la Casa de Aragón. Recientemente, el profesor J. Serrano Daura ha cuestionado la teoría del casamiento en casa aplicada a los esponsales de Ramón Berenguer IV y Petronila de Aragón, basándose en la ausencia de referencias a esta institución consuetudinaria del derecho aragonés antes del siglo XV, y que las cláusulas que fueron establecidas por Ramiro II sobre la sucesión a la corona de Aragón no se ajustan a las peculiaridades de esta institución, por lo que no sería trasladable al siglo XII.
Esta explicación legendaria, presente en otros lugares de Europa, incluida una anécdota de la Castilla del siglo XIII, refiere que en una de sus gestas decidió, con sus seguidores, una victoria de los francos sobre los normandos. El premio que habría recibido por ello, sería un escudo con fondo de oro de manos del rey Carlos el Calvo. Explica la leyenda que el mismo rey pintó, con los dedos manchados de sangre de las heridas del conde, las cuatro franjas rojas.
Fluvià propone como apoyo documental una inicial miniada de la versión catalana de la Crónica de San Juan de la Peña donde aparece el conde Guifredo (no su hijo, Guifredo el Velloso) rindiendo vasallaje al emperador Carlomagno, pero los escudos que portan son apócrifos. El de Carlomagno, que nunca usó, es claramente legendario. El de Guifredo sería fruto del hecho de que la Crónica fue compuesta en el taller de Pedro IV en la segunda mitad del siglo XIV. Como vemos la labor de rearme emblemático y heráldico de Pedro IV, que necesitaba hacer prevalecer su dignidad frente a la nobleza en la crisis de la sociedad estamental del siglo XIV, fue ingente.

### Época moderna
En la Edad Moderna comenzaron a usarse de modo vacilante diversos escudos asociados privativamente a los distintos territorios que componían la Corona de Aragón, y para este propósito se usaron tanto las armas del rey de Aragón (los cuatro palos), como otros emblemas aparecidos a lo largo de la Edad Media. Como escudo privativo de Cataluña se usaron dos blasones: el propio señal real y la cruz de San Jorge, que formaba parte del escudo de Barcelona y era el emblema de la Generalidad de Cataluña. De forma similar ocurrió en Aragón, donde se alternó el uso del señal real como símbolo privativo con otros dos emblemas, difundidos como armas privativas de Aragón desde fines del siglo XV: la cruz de Alcoraz y la cruz de Íñigo Arista. La utilización de los palos de gules en múltiples instituciones asociadas al Principado de Cataluña no implica que este emblema fuera considerado en la Edad Moderna exclusivo de Cataluña. También se usaron en Valencia y en Aragón con similares funciones. No fue hasta el siglo XIX, debido a la Renaixença y a las interpretaciones inexactas de la heráldica de ese tiempo, que comenzó a tenerse el emblema de los palos de oro y gules como único propio y exclusivo de Cataluña, desechando otros emblemas privativos de Cataluña basados en la Cruz de San Jorge.
La ambivalencia de los símbolos se manifestó, por ejemplo, en la Corte convocada por Felipe V en 1701, en la que se discutió cuál debía ser su sello: mientras unos propusieron «el glorioso San Jorge llevando el escudo de la Cruz», la mayoría se inclinó por «el escudo de las cuatro barras y sobre él la corona real». Incluso después de los Decretos de Nueva Planta, una exposición de la Real Audiencia de Cataluña de 1755 se refería a «las armas de Cataluña (...), las cuatro barras de gules o rojas en campo de oro».
Durante la invasión napoleónica, las autoridades francesas acuñaron monedas en Barcelona en 1808 que, según la descripción del barón de Maldà, tenían «armes d'Aragó en una cara i en l'altra ab la inscripció de Valga per la província, i res d'armes de França». En 1810, Napoleón mandó al mariscal Augereau izar «en lugar de la bandera española, la bandera francesa y la catalana», en la que es la primera referencia pública moderna.

## La Generalidad y la bandera de Cataluña

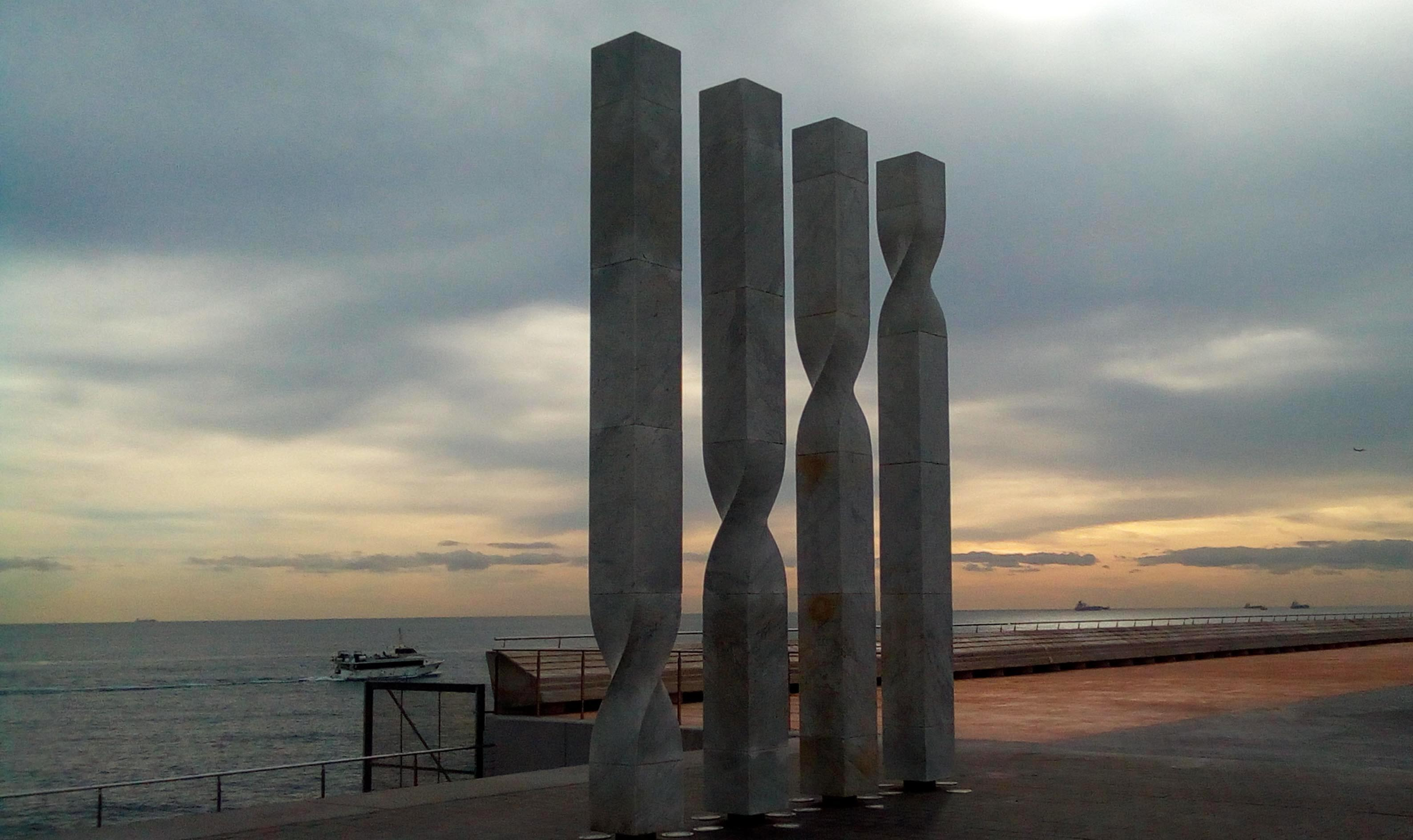
Las cuatro barras de la señera catalana (2009), de Ricardo Bofill

Las Cortes Catalanas adoptaron la bandera de la Cruz de San Jorge en 1359 bajo el reinado de Pedro IV por considerar este a la Cruz de San Jorge como "las antiguas armas de Barcelona". Esto se debe a que eran las armas del brazo eclesiástico, es decir, el escudo de la diócesis de Barcelona por correspondencia a San Jorge, el patrón de esta.
El historiador español Lluís Domènech i Muntaner así lo testifica:

Bruniquer, el sabio archivero de la ciudad en el siglo XVII, reivindica como propia señal de Barcelona, la cruz... la Diputación de la Generalidad de Cataluña que fue erigida y empezada en el año 1.359 hace por armas la sola Cruz como armas antiguas de Barcelona, es decir Cataluña

Años después, en 1701, adopta las llamadas barras de Aragón. Durante la Segunda República española, después de reinstaurado el autogobierno, se siguen adoptando como símbolo, que sigue siendo el utilizado en la actualidad.